# Arena Cora
Arena Cora – stadion piłkarski w meksykańskim mieście Tepic, stolicy stanu Nayarit. Obiekt może pomieścić 12 945 widzów, a swoje mecze rozgrywa na nim drużyna Deportivo Tepic.
Początki prac budowlanych miały miejsce w 2008 roku za kadencji Neya Gonzáleza Sáncheza, ówczesnego gubernatora stanu Nayarit. Zburzono wówczas dwa niewielkie stadiony miejskie w Tepic, na których miejsce w ciągu dwóch lat planowano kosztem ponad 300 milionów pesos wznieść kompleks sportowy o nazwie Complejo Bicentenario ("Kompleks Dwusetlecia" – w nawiązaniu do obchodów dwusetnej rocznicy odzyskania niepodległości przez Meksyk w 2010 roku). W jego skład miały wchodzić dwa nowoczesne obiekty – mieszczący 22 000 widzów stadion piłkarski oraz stadion baseballowy o pojemności 7000 miejsc. Projektem budowy zajęło się przedsiębiorstwo budowlane Dynamica. W ciągu kilkunastu kolejnych miesięcy plany ulegały jednak zmianom i ostatecznie zamiast dwóch stadionów powstał wielofunkcyjny obiekt Arena Cora, służący głównie do rozgrywania meczów piłkarskich, lecz będący również w stanie gościć spotkania baseballowe i zawody lekkoatletyczne. Koszt budowy wyniósł 290 milionów pesos, zaś pojemność areny ustalono na około 13 000 miejsc, z możliwością późniejszego powiększenia o kolejne kilka tysięcy.
Uroczyste otwarcie stadionu miało miejsce 12 czerwca 2011 w obecności 11 000 widzów podczas koncertu wokalisty Chayanne. Inauguracja obiektu miała natomiast miejsce trzynaście dni później podczas przedsezonowego, towarzyskiego meczu pomiędzy pierwszoligowymi drużynami Deportivo Toluca i Chivas de Guadalajara; w tym spotkaniu padł pierwszy gol w historii areny, którego zdobył Raúl Nava. Od początku stadion służy jako obiekt domowy jedynego profesjonalnego klubu piłkarskiego w mieście – Deportivo Tepic, który pierwszy mecz rozegrał na nim 12 sierpnia 2011 w rozgrywkach trzeciej ligi meksykańskiej z Loros UCOL, wygrywając 3:1 po bramkach Lucio Núñeza, Ángela Partidy i Arturo Luny. Dwa lata później na stadionie miały miejsce prace renowacyjne, związane z awansem Deportivo Tepic do drugiej ligi w 2014 roku, obejmujące głównie zwiększenie funkcjonalności obiektu od strony technicznej i dostosowanie go do najnowszych wymogów drugoligowych.
Nazwa stadionu jest ściśle powiązana z miejscową tradycją – coras (l.poj. – "cora") to lokalna grupa etniczna wywodząca się od Indian coras, zamieszkujących obszar stanu Nayarit i będących jego rdzennymi mieszkańcami. Miejscowy klub Deportivo Tepic również jest zwykle określany pod tym przydomkiem, jako Coras Tepic. Pomimo stosunkowo niewielkiej pojemności obiekt jest jednym z nowocześniejszych w zachodniej części Meksyku – posiada trzydzieści loży, w tym prasową, telewizyjną i radiową, strefy VIP i obszary przeznaczone dla niepełnosprawnych, czternaście bram wejściowych, telebim stadionowy, ośmiotorową bieżnię i sztuczne oświetlenie. Na terenie Arena Cora mieszczą się między innymi restauracja i obszary mieszkalne, zaś w bezpośrednim sąsiedztwie znajduje się parking posiadający blisko 2600 miejsc. Obiekt jest własnością stanu Nayarit.